# Malanga (banda de Colombia)
Este artículo se refiere a un grupo musical colombiano. Para el género de plantas tropicales, véase Xanthosoma.
Para el grupo de rock venezolano, véase Malanga (Venezuela).
Malanga fue uno de los grupos de rock colombiano más recordados de los años 70, fuertemente influido por el sonido de Carlos Santana y el movimiento hippie.

## Historia
La historia de Malanga inició en 1972 tras la reunión de músicos provenientes de bandas que nutrieron la escena roquera colombiana desde los años 60: Los Playboys, Los 2+2, Terrón de Sueños, Fuente de Soda, Hope y La Planta. En esta última se juntaron Augusto Martelo y Chucho Merchán para presentarse en el Festival de Ancón.
Con la disolución de La Planta, Martelo y Merchán fundaron un nuevo grupo, con un repertorio inicialmente basado en covers de bandas norteamericanas e inglesas. Sin embargo, al poco tiempo se inclinaron a una propuesta mucho más creativa, orientada por la música del Caribe y por las fusiones popularizadas por Santana desde 1969.
Con este estilo grabaron en abril de 1973 un disco sencillo con los temas "Sonata No. 7 a la Revolución" y "Nievecita". El primer tema gozó de amplia difusión radial y el segundo se elogió por su propuesta de vincular el rock a los sonidos latinos a la manera de sus contemporáneos La Columna de Fuego, La Banda Nueva y Génesis.
Luego de esta grabación, el grupo conformó su nómina definitiva: Alexei Restrepo (guitarra), Augusto Martelo (bajo), Chucho Merchán (guitarra), Carlos Álvarez (percusión) y Álvaro Galvis (batería). Difundieron su trabajo en tradicionales escenarios para el rock como el Teatro La Comedia (actual Teatro Libre de Chapinero) y el Teatro Popular de Bogotá, además de realizar conciertos en ciudades como Cúcuta y Barranquilla.
El grupo finalmente se disolvió en 1974, con la partida de sus integrantes al exterior. De ellos el más destacado ha sido Merchán, quien realizó una carrera como músico de sesión y productor en Inglaterra, España y México. Años después, Martelo conformaría el grupo Crash y Restrepo haría parte de Los Flippers, Ship y Ex-3.

## Integrantes
- Augusto Martelo (voz-bajo)
- Chucho Merchán (guitarra)
- Alexei Restrepo (guitarra)
- Álvaro Galvis (batería)
- Carlos Álvarez (percusión)

## Discografía
- Sonata # 7 a la Revolución/Nievecita (sencillo). Montserrat (1973)